# ردوود (اورگن)
ردوود (به انگلیسی: Redwood) یک منطقهٔ مسکونی در ایالات متحده آمریکا است که در شهرستان جوزفین، اورگن واقع شده‌است. ردوود ۱۲٫۷ کیلومتر مربع مساحت و ۵٬۸۴۴ نفر جمعیت دارد و ۲۸۵ متر بالاتر از سطح دریا واقع شده‌است.